# パメラ・マングローラル

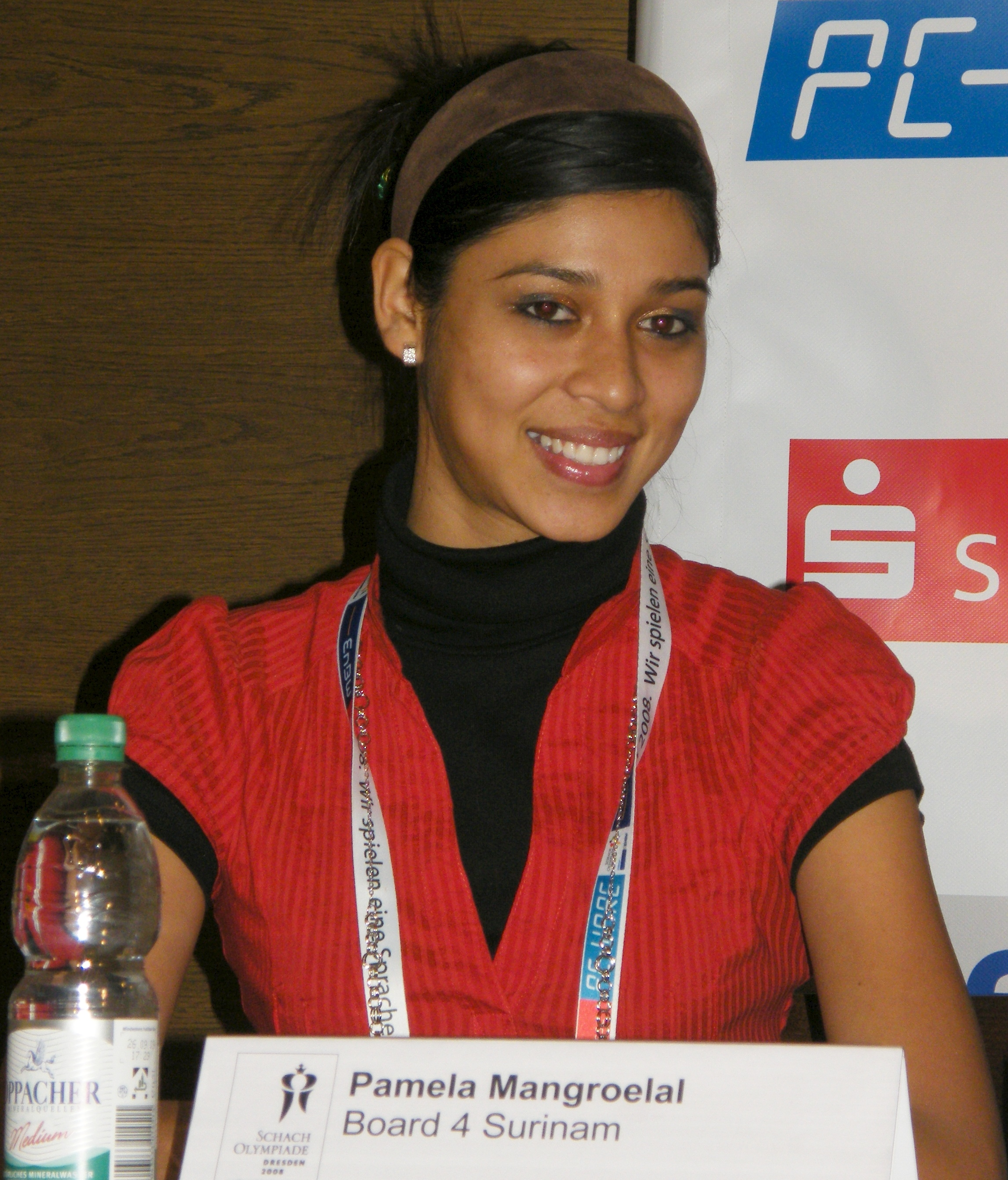
パメラ・マングローラル

パメラ・マングローラル（Pamela Mangroelal, 1986年 - ）は、スリナムのチェス選手。
2008年にミス・インディアスリナムコンテストで優勝。同年ドレスデンで開催された第38回チェス・オリンピアードにスリナム代表として出場している。